# Псилотовидни
Псилотовидни (Psilotopsida) е клас в отдел Папратовидни (Psilotophyta). Той включва група примитивни васкуларни растения, които нямат истински листа и корени.
Първите псилотовидни растения се появяват през силур и достигат своя разцвет през девон, когато са разпространени в блатата по целия свят. През 1895 г. Джон Доусън открива фосили на Psylophyton princeps и го обявява за първото сухоземно растение. Дълго време псилотовидните са смятани за предшественик на папратовидните и дори на семенните растения. Днес преобладава мнението, че първата група сухоземни растения са Безлистните (Rhyniophyta), от които произлизат както псилотовидните, така и папратовидните.
Към отдел Псилотовидни се отнасят два съществуващи и днес рода растения – Psilotum, дребни храстовидни растения от сухите тропични области, и Tmesipteris, епифити, срещащи се в Австралия, Нова Зеландия и Нова Каледония. Принадлежността на тези растения към отдел Псилотовидни е предмет на продължителни спорове, като по-новите ДНК изследвания подкрепят хипотезата, че те са по-тясно свързани с отдел Папратовидни.